# 活化诱导性胞苷脱氨酶
活化诱导性胞苷脱氨酶（Activation-induced cytidine deaminase，簡稱AID）是一種胞苷脱氨酶，屬APOBEC脱氨酶家族，在人類基因組中由12號染色體上的AICDA基因編碼，大小約為24kDa，可催化胞苷（C）脫氨轉為尿苷（U）的反應，即將DNA上的C:G配對轉為U:G誤配，且因DNA複製時會將U視為T，最終會導致U:G轉為T:A的轉換突變。U:G誤配也可能被細胞中的鹼基切除修復（BER）或錯誤配對修復（MMR）機制修補，BER途徑中此誤配可被尿嘧啶DNA糖基酶（UDG）識別而切除，形成AP位點，接著可能由DNA聚合酶η等易誤（error-prone）的聚合酶隨機補上鹼基而完成修補（短補丁修復），或將下游數個鹼基由內切酶切除後再合成新的核苷酸以完成修補（長補丁修復）；MMR途徑中，U:G誤配則會被MutSα複合體識別而被切除，再由易誤的聚合酶隨機補上鹼基，兩種修復機制皆可能造成突變。DNA轉錄時暫時呈單股的狀態有利於活化诱导性胞苷脱氨酶的催化反應。
活化诱导性胞苷脱氨酶最早於1999年由日本免疫學家本庶佑發現，此酵素在免疫系統中有重要功能，B細胞在淋巴結的生發中心進行親和力成熟的過程中，催化C脫氨轉為U的反應以造成DNA斷裂，促進體細胞超突變、免疫球蛋白类型转换和基因轉換等增加抗體多樣性的重要機制。較新的研究顯示除B細胞外還有其他組織有表現活化诱导性胞苷脱氨酶，且除催化C-U轉換之外，活化诱导性胞苷脱氨酶還可催化5-甲基胞嘧啶脫氨轉為胸腺嘧啶（T），因而有去甲基酶的功能，可能參與基因的表觀遺傳學調控。
B細胞中有數種調控活化诱导性胞苷脱氨酶活性的機制，例如此蛋白上有許多可能調控其活性的磷酸化位點。此蛋白的表現異常與數種疾病有關，此基因的缺乏會導致第二型高免疫球蛋白M症候群，其過度表現則可能與數種B細胞淋巴瘤有關。